# Bombyzinpapier
Als Bombyzinpapier (carta bombycina) bezeichnet man ein aus dem Mittleren Orient nach Mitteleuropa exportiertes Papier, das meist aus Baumwolle unter Hinzufügung von Seide hergestellt wurde.
Das Bombyzinpapier löste im Mittelalter zuerst am Kaiserhof von Byzanz, dann im Mittleren Orient den Papyrus als Beschreibstoff ab und galt als „feine Papierart“, die weich und kaum knitternd war. Es eignete sich besonders für die Ausstellung von Urkunden.